# Kazimierz Wolsza
Kazimierz Marek Wolsza (ur. 1960 w Brzesku) – polski filozof i teolog katolicki, zajmujący się historią filozofii współczesnej, filozofią religii oraz metafilozofią.

## Życiorys
W 1979 roku ukończył II Liceum Ogólnokształcące im. Walerego Wróblewskiego w Gliwicach i rozpoczął studia teologiczne w Wyższym Seminarium Duchownym Śląska Opolskiego w Nysie (diecezja opolska). Święcenia kapłańskie przyjął w 1985 roku. W 1985 roku uzyskał magisterium z teologii na Wydziale Teologii KUL. Pracę magisterską pt. Zagadnienie natury czasu w ujęciu Zdzisława Augustynka. Odniesienie do teologicznego sensu pojęcia czasu napisał pod kierunkiem bp. prof. dr. hab. Alfonsa Nossola. W latach 1985–1988 pracował jako wikariusz i duszpasterz akademicki w parafii pw. Przemienienia Pańskiego w Opolu. W 1988 roku został skierowany na specjalistyczne studia w zakresie filozofii na Wydział Filozofii Katolickiego Uniwersytetu Lubelskiego przez biskupa opolskiego Alfonsa Nossola. W 1992 roku wrócił do diecezji i podjął  wykłady z logiki i filozofii w Wyższym Seminarium Duchownym Śląska Opolskiego w Nysie, w Instytucie Teologiczno-Pastoralnym w Opolu (filii KUL) oraz w Misyjnym Seminarium Duchownym Księży Werbistów (Wydział Filozofii) w Nysie. 1993 roku uzyskał na Wydziale Filozofii KUL stopień doktora nauk humanistycznych w zakresie filozofii na podstawie rozprawy Analiza argumentacji Hansa Künga za istnieniem Boga napisanej pod kierunkiem ks. prof. dr. hab. Józefa Herbuta (1933-2018). Recenzentami w przewodzie doktorskim byli: bp prof. dr hab. Bronisław Dembowski (1927-2019) oraz s. prof. dr hab. Zofia Józefa Zdybicka USJK. W związku z nowym podziałem terytorialnym diecezji w Polsce (1992) został inkardynowany do diecezji gliwickiej i objął stanowisko wicerektora ds. diecezji gliwickiej w Wyższym Seminarium Duchownym Śląska Opolskiego w Nysie (1993-1999). W 1994 roku został adiunktem w Katedrze Filozofii Systematycznej i Historii Filozofii na Wydziale Teologicznym nowego Uniwersytetu Opolskiego. W 2000 roku habilitował się na Wydziale Filozofii Katolickiego Uniwersytetu Lubelskiego na podstawie dorobku naukowego oraz rozprawy Rola doświadczenia transcendentalnego w poznaniu filozoficznym. Recenzentami w postępowaniu o nadanie stopnia doktora habilitowanego byli: ks. prof. dr hab. Józef Herbut, prof. dr hab. Edmund Morawiec CSsR (1930-2019) oraz prof. dr hab. Aleksander Bobko. W latach 2004–2019 był kierownikiem Katedry Filozofii Systematycznej i Historii Filozofii na Wydziale Teologicznym Uniwersytetu Opolskiego, od 2019 roku kieruje Zespołem Badawczym i Dydaktycznym Filozofii Systematycznej i Historii Filozofii. W 2009 roku uzyskał tytuł profesora nauk humanistycznych. Recenzentami w postępowaniu o nadanie tytułu profesora byli: prof. dr hab. Karol Bal, prof. dr hab. Karol Tarnowski, prof. dr hab. Krzysztof T. Wieczorek, prof. dr hab. Marek Szulakiewicz. Jest rezydentem w parafii pw. Wszystkich Świętych w Gliwicach.

## Przynależność do organizacji naukowych
- Internationale School voor Wijsbegerte (Leusden – Holandia)
- Polski Oddział Międzynarodowego Towarzystwa Tomasza z Akwinu (PL – Societa Internazionele Tomaso d'Aquino)
- Polskie Towarzystwo Filozoficzne, Oddział w Katowicach
- Polskie Towarzystwo Fenomenologiczne
- Polskie Towarzystwo Logiki i Filozofii Nauki
- Towarzystwo Naukowe KUL, Wydział Filozoficzny

## Wybrane publikacje
- Argumentacja za istnieniem Boga w ujęciu Hansa Künga. Analiza metodologiczna, Opole 1994.
- Człowiek w horyzoncie bycia i wartości. Historyczno-systematyczne studium filozofii Johannesa B. Lotza, Opole 2007.
- Edyta Stein darem, wezwaniem i obietnicą, Opole 2011.
- Religijne wymiary doświadczenia i myślenia, Opole 2011.
- Rola doświadczenia transcendentalnego w poznaniu filozoficznym, Opole 1999.
- Rozjaśnić egzystencję. Eseje z filozofii człowieka, Opole 2016.
- The Polish Christian Philosophy in the 20th Century, vol. 2: Stanisław Kamiński, ed. by Kazimierz Marek Wolsza, Kraków 2019.